# Guerra da Cochinchina
A Guerra da Cochinchina (em francês: Campagne de Cochinchine; em castelhano: Expedición franco-española a Cochinchina; em vietnamita: Chiến dịch Nam Kỳ; 1858–1862) foi uma campanha militar realizada na região sul do atual Vietnã entre 1858 e 1862. A Guerra da Cochinchina é considerada o marco inicial do colonialismo francês na Indochina e foi lançada por uma coalizão entre o Segundo Império Francês e o Reino da Espanha, que enviou uma série de forças expedicionárias para a península Indochinesa sob o pretexto de punir o Estado vietnamita pelo assassinato de padres católicos.

## Antecedentes
Durante o reinado de Isabel II, a presença espanhola na Ásia era de pouca relevância, exceto nas Filipinas, uma colônia na qual um pequeno número de comerciantes espanhóis se estabeleceu por lá e desenvolveu atividades relacionadas à importação de especiarias e uma significativa atividade missionária. Enquanto isso, o Império colonial francês buscava desde o final do século XVIII expandir-se na Ásia, com desvantagem em relação aos britânicos, especialmente em áreas de influência chinesa.
Um número de missionários católicos, espanhóis e franceses, entre os quais incluía-se o Bispo de Plateias, José María Díaz Sanjurjo, foram assassinados no norte do atual Vietnã em 10 de julho de 1857. O então Ministro dos Negócios Estrangeiros francês, comunicou à sua contraparte espanhola em 1 de dezembro que o Imperador Luís Napoleão III havia ordenado que a esquadra francesa deveria dirigir-se à costa do Vietnã, exigindo das autoridades locais garantias para seus cidadãos. Também solicitava a participação da frota espanhola instalada nas Filipinas, pedido o qual foi acatado com grande fervor patriótico em 23 de dezembro.
A Espanha enviou algumas pessoas de aproximadamente 1 600 soldados, em sua maioria de origem Filipina para a guerra, os quais partiram de Manila sob o comando do coronel Carlos Palanca a fim de apoiar a invasão da Cochinchina pelo exército francês. O comprometimento da Espanha com uma expedição militar que visava puramente assegurar o interesse francês de penetrar na Indochina deve-se ao fato de ser a França um grande determinante da pauta econômica, cultural e, em grande parte, da política externa espanhola. Embora a expedição espanhola à Cochinchina (1858-1862) pudesse ser justificada pela proximidade das Filipinas e pelos interesses coloniais espanhóis no extremo oriente, o principal motivo foi o interesse de Napoleão III em firmar as bases para penetração colonial francesa no Sudeste asiático.

## Campanha
De acordo com os tratados da Quádrupla Aliança, França e Espanha concordaram em enviar uma expedição militar de punição marítima para a área atingida, o que ocorreu em 31 de agosto de 1858. O coronel Bernardo Ruiz de Lanzarote foi nomeado para comandar as unidades espanholas. A Espanha enviou à guerra o vapor Jorge Juan, que mais tarde foi acompanhado pelo corveta Narváez e pela escuna Prova em 1860, além de um regimento de infantaria, duas companhias de caçadores, três seções de artilharia e uma força auxiliar. A frota espanhola, partindo de Manila, uniu-se à frota francesa, que consistia em uma fragata, dois saveiros a hélice, cinco canhoneiras e cinco transportes com tropas, sob o comando do almirante Rigault de Genouilly. Eles atacaram inicialmente a Baía de Turana com a intenção de capturar a capital, Hué, mas falharam. Em seguida, a frota combinada dirigiu-se para Saigon, atacando a cidade em 17 de fevereiro de 1859. Durante seis meses, a cidade foi sitiada pelos Anamitas, com apenas 900 homens (800 franceses e 100 espanhóis) para defendê-la até a chegada de reforços franceses.
Enquanto isso, o novo chefe da expedição, que substituiu Genouilly, o almirante Page, ordenou a retirada das tropas espanholas estacionadas em Saigon, sem consultar o Governo espanhol. O tenente-coronel Carlos Palanca Gutiérrez manteve-se na área, enquanto o coronel Ruiz de Lanzarote retornou para Manila.

Em 23 de março de 1862, o conflito chegou ao fim após a conquista da área de influência na parte sul do país, conhecida como Cochinchina.

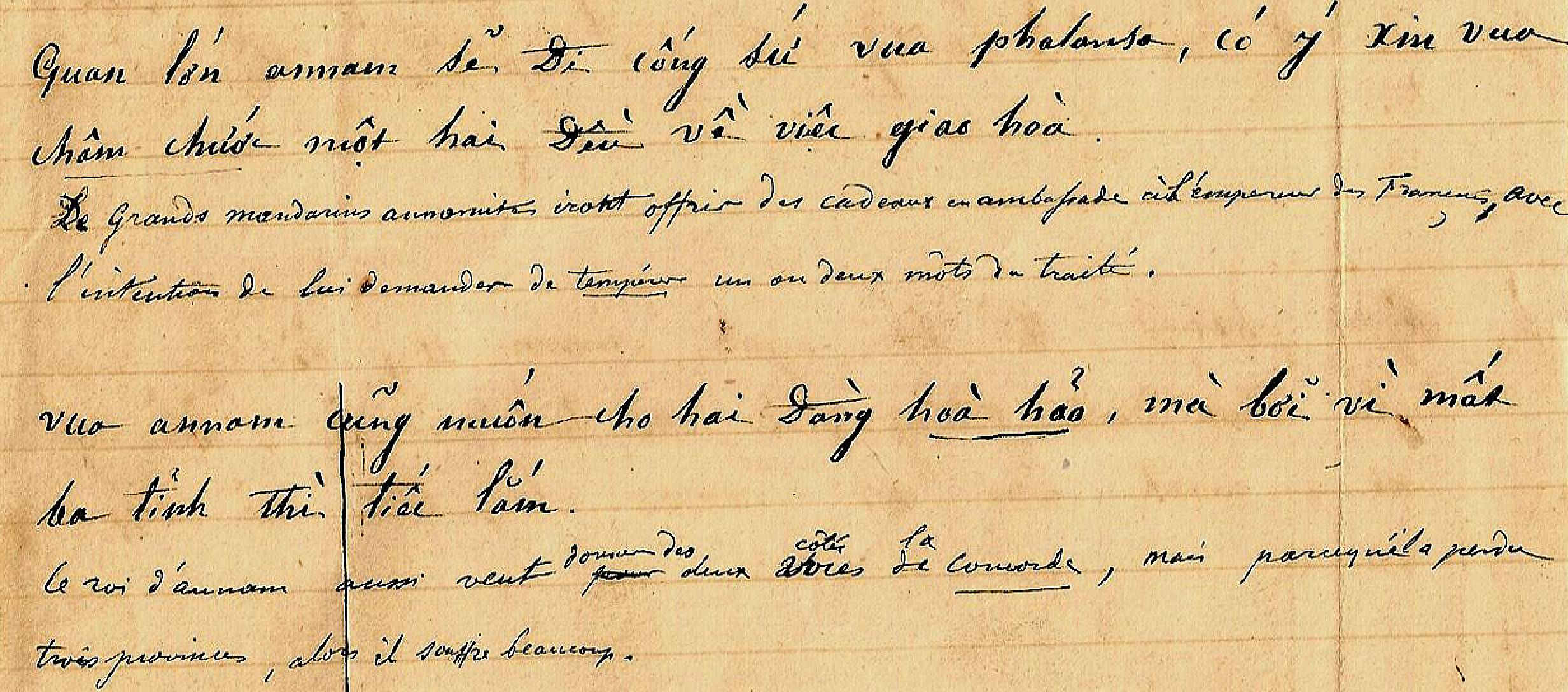
Grandes mandarins anameses irão oferecer presentes de embaixada ao imperador dos franceses, com a intenção de pedir-lhe que tempere uma ou duas palavras do tratado. O rei de Annam também quer conciliar os dois lados, mas como ele perdeu três províncias, ele sofre muito. Se o imperador francês não quiser suavizar uma ou duas palavras do tratado de paz, o rei de Annam não ficará feliz.
No mar, a bordo do European, julho de 1863.

## O tratado de paz de 1862
Em 5 de junho de 1862, a guerra terminou com a assinatura de um tratado de paz entre a França e o Rei da Annam em que não houve a participação espanhola. O resultado foi A França iniciou a sua penetração colonial Indochina Francesa com a concessão de três províncias, enquanto a Espanha só recebeu uma compensação financeira e alguns direitos comerciais, mas qualquer território, mesmo uma porta para onde enviar Coolie chinês a Cuba sob uma semi-escravidão, que era uma das aspirações espanholas De acordo com Becker "A Espanha procedeu a verdadeira sinceridade, a partir do qual levou a França a recolher todos os benefícios".

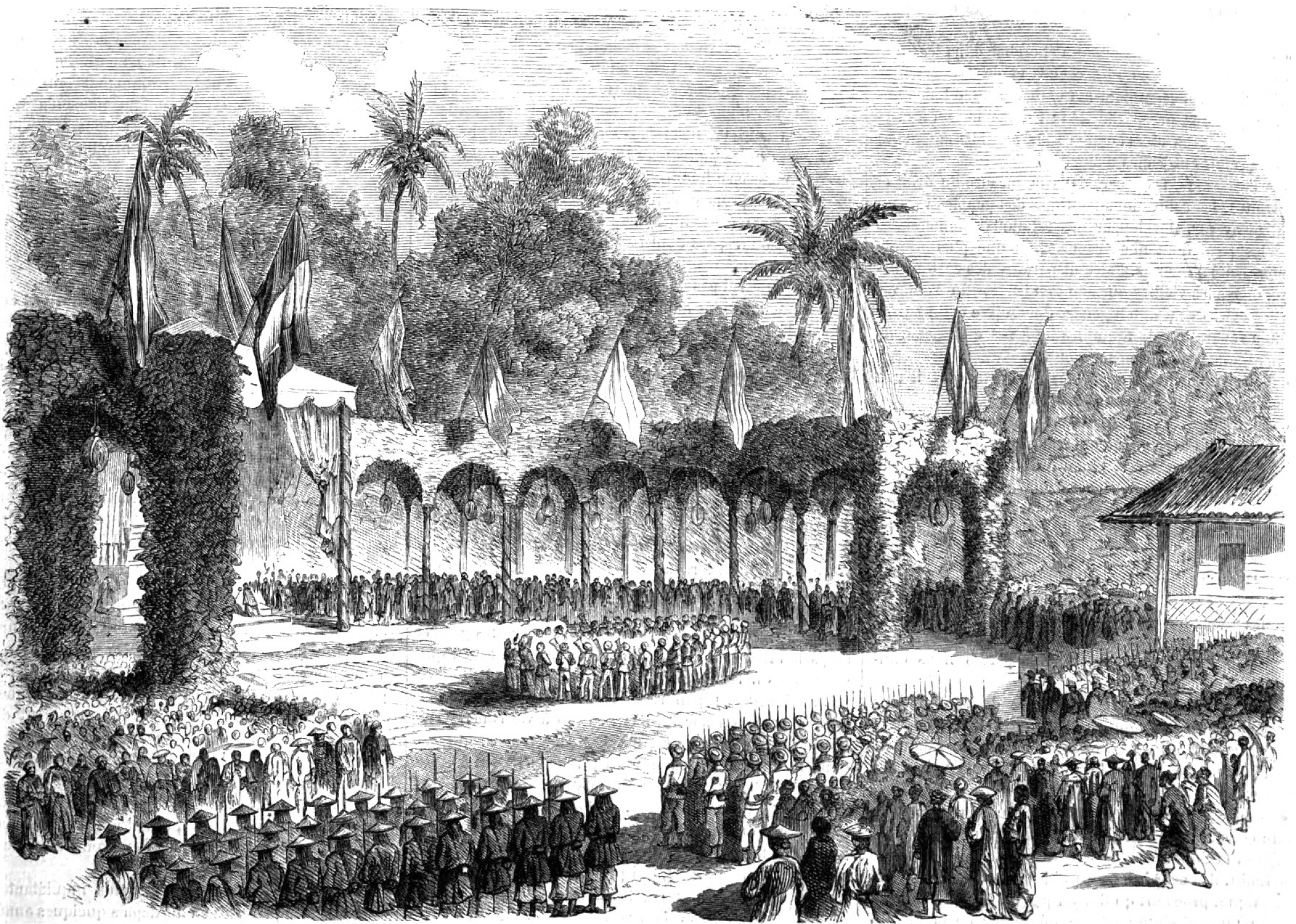
A celebração da festa da Rainha Isabel II da Espanha em Saigon em 17 de janeiro de 1863.